# لا اوریبه
لا اوریبه (انگلیسی: La Uribe) نام شهری در کشور کلمبیا است.